# Jiří Mandl
Jiří Mandl, též George Thomas Mandl (8. srpna 1923 Praha – 4. února 1997 Netstal), byl český podnikatel, působící v papírenském průmyslu.

## Život
Jiří Mandl se narodil v roce 1923. Za druhé světové války odešel do Velké Británie, kde se zapojil do armády. Po osvobození Československa se vrátil zpět a věnoval se řízení rodinné firmy. Ta byla po roce 1948 znárodněna a Jiří Mandl odešel opět do Velké Británie. Zde působil původně jako obchodní agent v papírenském odvětví, později si koupil vlastní papírny. Po sametové revoluci mu byly navráceny i papírny v Česku (1995).

## Ocenění
- Řád britského impéria (MBE, 1991)[1]